# Erbíli nemzetközi repülőtér
Az Erbíli nemzetközi repülőtér (IATA: EBL, ICAO: ORER) Irak egyik nemzetközi repülőtere, amely Erbíl közelében található. Éves utasforgalma 1 909 785 fő (2019).

## Futópályák
A repülőtér futópályái:
- 18/36

## Forgalom
Az utasforgalom az elmúlt években az alábbi módon változott:
| Utasok száma | 163 619 | 275 183 | 356 850 | 449 536 | 947 600 | 1 193 783 | 1 665 701 | 1 814 272 | 1 533 863 | 1 909 785 |
|              | 2006    | 2007    | 2009    | 2010    | 2012    | 2013      | 2015      | 2016      | 2018      | 2019      |

## Légitársaságok és úticélok

### Személy
| Légitársaság         | Célállomások |
| -------------------- | --- |
| Air Arabia           | Sharjah |
| AnadoluJet           | Adana, Diyarbakir, Gaziantep, Istanbul–Sabiha Gökçen                                                                                            |
| Austrian Airlines    | Bécs |
| Cham Wings Airlines  | Damascus |
| EgyptAir             | Cairo |
| Emirates             | Dubai–International |
| Eurowings            | Düsseldorf |
| Fly Baghdad          | Aleppó, Ankara, Baghdad, Damascus, Istanbul, Medina                                                                                             |
| flydubai             | Dubai–International |
| FlyErbil             | Baku, Köln/Bonn, Copenhagen, Düsseldorf, Hanover, Istanbul, Yerevan                                                                             |
| Iraqi Airways        | Amman–Queen Alia, Ankara, Baghdad, Baku, Berlin, Cairo, Copenhagen, Dubai–International, Düsseldorf, Frankfurt, Istanbul, München, Sulaymaniyah |
| Lufthansa            | Frankfurt |
| Mahan Air            | Tehran–Imam Khomeini |
| Middle East Airlines | Beirut |
| Pegasus Airlines     | Ankara, Gaziantep, Istanbul–Sabiha Gökçen |
| Pouya Air            | Urmia |
| Qatar Airways        | Doha |
| Royal Jordanian      | Amman–Queen Alia |
| SunExpress           | Szezonális: Antalya |
| Turkish Airlines     | Istanbul |

### Cargo
| Légitársaság          | Célállomások                 |
| --------------------- | ---------------------------- |
| Royal Jordanian Cargo | Amman–Queen Alia             |
| Turkish Cargo         | Atatürk nemzetközi repülőtér |